# Кузнецов, Василий Васильевич (государственный деятель)
Васи́лий Васи́льевич Кузнецо́в (31 января (13 февраля) 1901, Софиловка, Костромская губерния (ныне городской округ Семёновский, Нижегородская область) — 5 июня 1990, Москва) — советский политический и государственный деятель, дипломат. Трижды (в 1982—1983, 1984 и 1985 годах) исполнял обязанности председателя Президиума Верховного Совета СССР. Дважды Герой Социалистического Труда.

## Биография

### Происхождение
Родился 31 января (13 февраля) 1901 года в деревне Софиловке Овсяновской волости Варнавинского уезда Костромской губернии (ныне городской округ Семёновский Нижегородской области) в семье крестьянина, русский. Однако, как утверждается в статье Александра Градусова «Там за околицей прошлое бродит…», «…в некоторых источниках указана неверная дата рождения В. В. Кузнецова: везде фигурирует 31-е января (по новому стилю — 13 февраля), хотя на самом деле он родился 29-го января 1901 года. Это подтверждает запись № 2 в метрической книге Христорождественской церкви села Шалдежина: рожден — 29-го, крещен — 30-го января; родители — состоящий на действительной службе рядовой из крестьян Овсяновской волости деревни Софиловки Василий Михайлов Кузнецов и законная жена его Анна Алексеева, оба православного вероисповедания.
В 1915 году поступил в педагогическое училище в селе Порецкое Алатырского уезда Симбирской губернии, во время учёбы в котором работал на различных стройках и предприятиях. В 1920—1921 годах служил в РККА. После этого работал в Петрограде старшим техником на строительстве Свирской гидроэлектростанции.
С 1922 по 1926 годы учился в Ленинградском политехническом институте. Параллельно с учёбой в вузе работал рабочим, мастером по термической обработке на заводе «Красный гвоздильщик». С ноября 1926 года работал на Макеевском металлургическом заводе: инженер-исследователь, сменный инженер, заместитель начальника, с декабря 1930 года начальник мартеновского цеха. Член ВКП(б) с 1927 года.
В 1931 году был направлен в командировку в США для обучения металлургическому производству и английскому языку в Технологическом институте Карнеги. Две работы, написанные им на английском языке вместе с другим русским студентом, до сих пор хранятся в библиотеке института. После возвращения в Советский Союз в декабре 1933 года назначен старшим инженером по исследованию нержавеющих сталей завода «Электросталь» Московской области, в 1934 году заместителем начальника лаборатории. С апреля по август 1936 года находился в повторной командировке в США. С августа 1936 года начальник металлографической лаборатории.

### На руководящей работе
С сентября 1937 года в аппарате Наркомата тяжёлой промышленности СССР: руководитель технологической группы технического отдела Главспецстали; с мая 1938 года заместитель начальника, с октября 1938 года главный инженер Главспецстали. Кандидат технических наук (1941 г.)

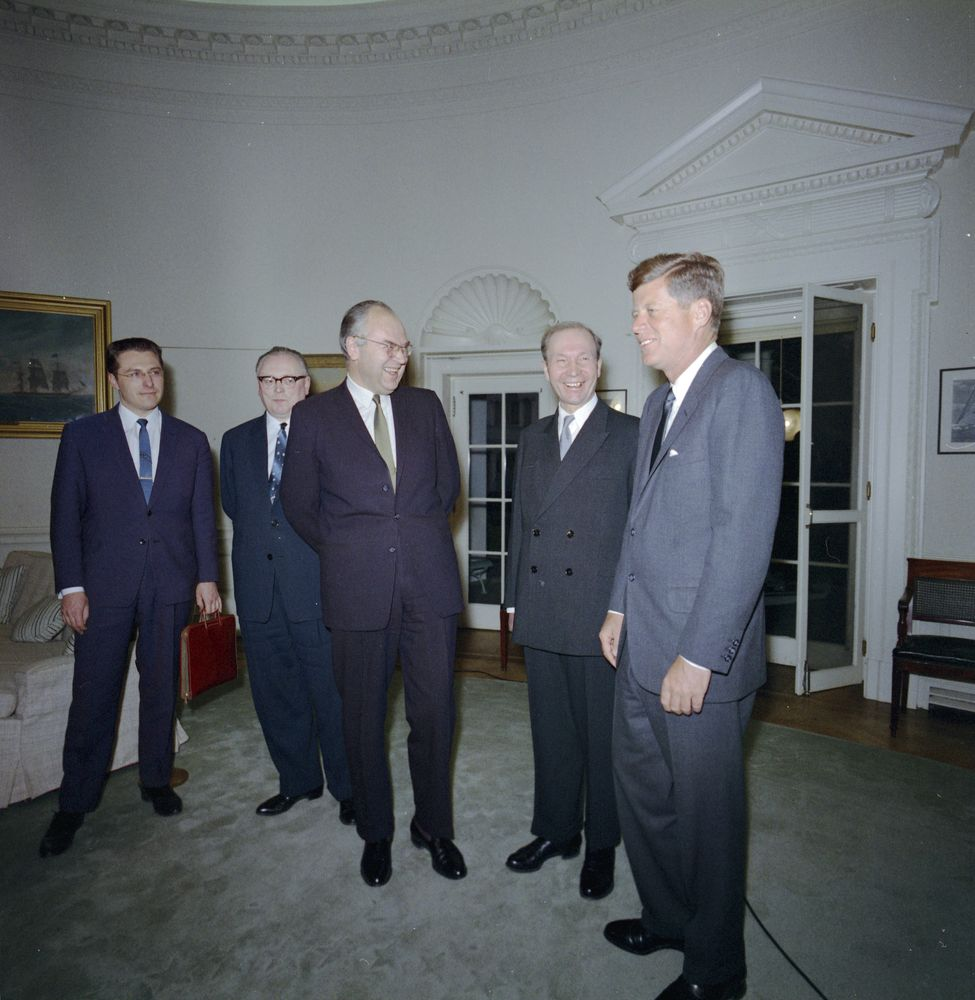
В. В. Кузнецов (второй справа) на встрече с Джоном Кеннеди. 1963

В 1940 году стал заместителем председателя Госплана СССР.
Председатель Президиума ВЦСПС с 15 марта 1944 года по 12 марта 1953 года. С 1945 года — член Генерального совета Исполкома и вице-председатель Всемирной федерации профсоюзов.
Председатель Совета Национальностей ВС СССР с 12 марта 1946 по 12 марта 1950 года. Депутат Совета Национальностей Верховного Совета СССР 2—11 созывов (1946—1989) от РСФСР.
В 1946—1952 годах — член Оргбюро ЦК ВКП(б). В 1952—1989 годах — член ЦК КПСС. В 1952—1953 годах член Президиума ЦК КПСС, член Постоянной комиссии по внешним делам при Президиуме ЦК КПСС.
С 1953 года на работе в МИД СССР. В 1953 году был послом СССР в Китае. В 1953—1955 годах — заместитель, в 1955—1977 годах — первый заместитель министра иностранных дел СССР. Имел ранг чрезвычайного и полномочного посла.
В. В. Кузнецов внёс вклад в урегулирование Карибского кризиса, налаживание переговорного процесса с КНР после вооружённых столкновений на острове Даманском, урегулирование индо-пакистанского кризиса 1971 года. В 1969—1970 годах возглавлял советскую делегацию на переговорах с КНР по вопросам границы.
В 1977—1986 годах — кандидат в члены Политбюро ЦК КПСС. Первый заместитель председателя Президиума ВС СССР с 1977 по 1986 год. На В. В. Кузнецова, в частности, была возложена такая функция, как награждение государственными орденами и медалями советских и зарубежных граждан.
В начале 1980-х годов трижды исполнял обязанности председателя Президиума ВС СССР:
1. 10 ноября 1982 года — 16 июня 1983 года (со смерти Л. И. Брежнева и до избрания Ю. В. Андропова). Кузнецов 31 декабря 1982 года поздравлял советских людей с Новым годом[6][7].
2. 9 февраля — 11 апреля 1984 года (со смерти Ю. В. Андропова и до избрания К. У. Черненко).
3. 10 марта — 2 июля 1985 года (со смерти К. У. Черненко и до избрания А. А. Громыко).

На имя Кузнецова поступали телеграммы с соболезнованиями из-за границы по случаю смерти первых лиц Советского государства.
Отправлен на пенсию в июне 1986 года, однако продолжал трудиться на посту государственного советника при Президиуме Верховного Совета СССР. Скончался 5 июня 1990 года.

## Семья
- жена — Зоя Петровна Игумнова (1903—1988), кандидат исторических наук, и. о. декана исторического факультета (1936—1937), доцент кафедры истории КПСС Московского государственного университета[10].
- дети: искусствовед Эра (1928—2018), Валерий (1934—2011), Елена (1939—2016), Александр (1946—2020).

## Адреса в Москве
- 1953—1961 — Берсеневская наб., д. 20 (Дом на набережной), кв. 16, позднее кв. 180[11].
- Последние годы — ул. Спиридоновка, д. 19 (установлена памятная доска)[12].

## Награды и звания
- дважды Герой Социалистического Труда (1971, 1981)
- семь орденов Ленина (1943, 1951, 1961, 1966, 1971, 1981, 1986)
- орден Октябрьской Революции
- орден Трудового Красного Знамени
- орден Красной Звезды
- орден «Знак Почёта»
- Сталинская премия II степени (14 марта 1941) — за изобретение стали марки ЭИ-75, марки ЭИ-262, марки ЭИ-184
- знак «50 лет пребывания в КПСС»

## Память

Могила Кузнецова на Новодевичьем кладбище Москвы

- Мемориальная доска в Москве на фасаде дома по адресу ул. Спиридоновка, д. 19[13]
- Бюст на площади Ленина (рядом с Домом Культуры) в городе Семёнов[14].
- Похоронен в Москве на Новодевичьем кладбище (участок № 10)[15].